# 休閒小站

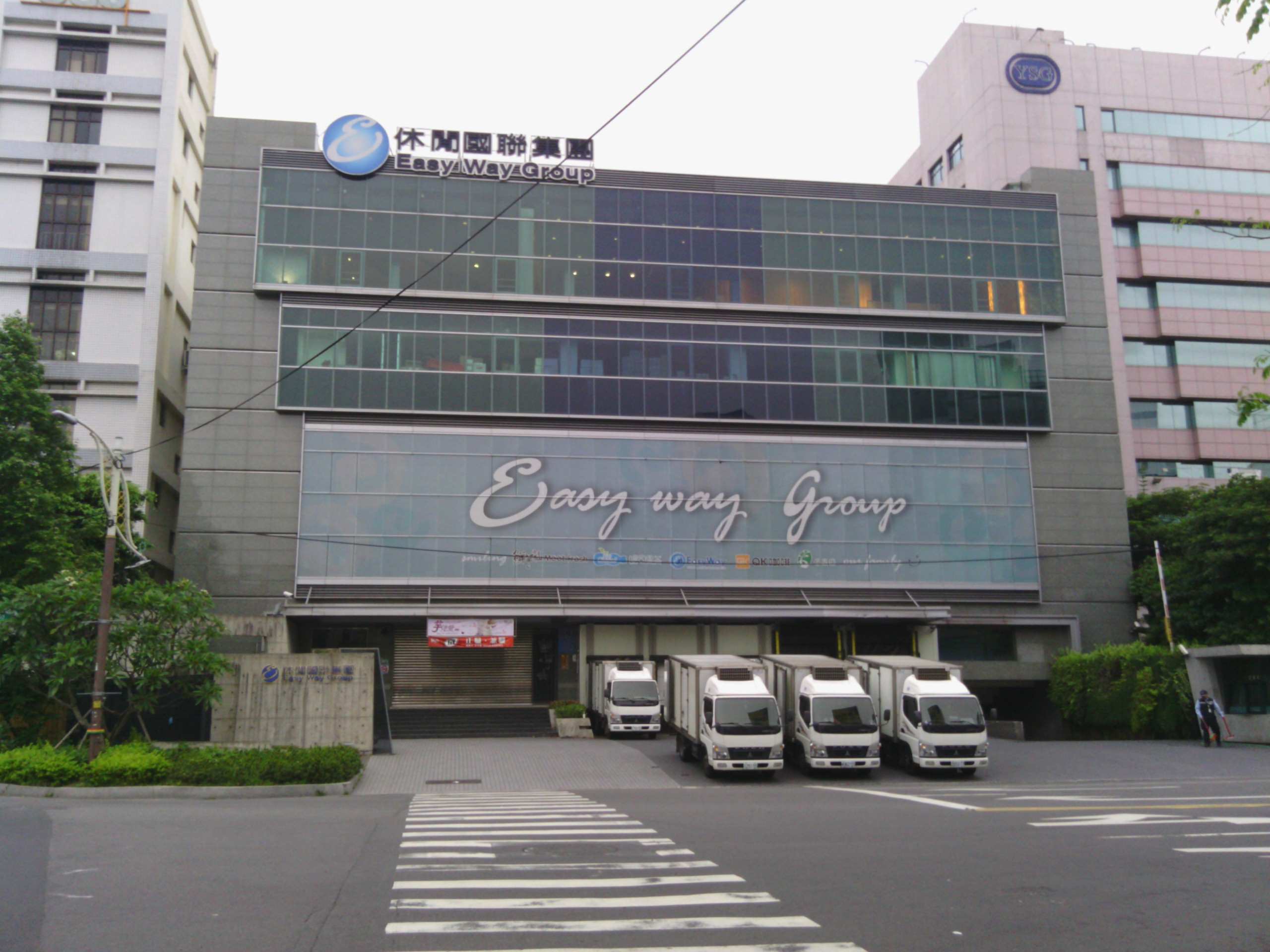
休閒國聯全球總部

休閒小站（英語：Easy Way）為休閒國聯股份有限公司的子品牌，是台灣手搖現做飲料連鎖店之先驅。1992年由郭文河和傅信欽在東海大學商圈創立第一家休閒小站冷熱飲品店——東園店。時至今日，休閒小站已經遍布全球三大洲，發展至馬來西亞、韓國、澳洲 、紐西蘭等4個國家，全球總店數已超過67家。
被網路鄉民提問「有沒有以前很紅現在沒落飲料店的八卦」，自從50嵐和其他飲料店開始崛起後，那幾家手搖飲「始祖」就默默地消失在台灣街頭了，台灣僅剩一家苑裡舊社店。

## 海外分店
- ：48家
- 新西兰：3家
- 马来西亚：1家
- ：15家

## 外部連結
- 休閒國聯集團 （页面存档备份，存于）（繁體中文）
- 东莞市时比乐餐饮管理有限公司（简体中文）（英文）